# Heiliggeist-Zitadelle
Die Heiliggeist-Zitadelle ist auf dem Heiligeistplateau in Luxemburg (Stadt) gelegen.
Im Jahre 1234 wurde das Heiliggeist-Kloster auf dem gleichnamigen Platz gegründet. Durch den Bau der dritten Ringmauer im 14. Jahrhundert wurde das Plateau in den befestigten Teil der Stadt eingegliedert; seinen militärischen Charakter erhielt es im 16. Jahrhundert während der ersten spanischen Fremdherrschaft. Die endgültige Form des Heiliggeist-Felsens geht auf die Jahre 1685 bis 1687 zurück, als der französische Festungsbaumeister Vauban den Standort der Zitadelle ausbaute und die Wälle und Bollwerke zu Bastionen verstärkte.
Koordinaten: 49° 36′ 26,3″ N, 6° 8′ 4,9″ O